# Anton Waldt
Anton Waldt (* 1966 in Wien, eigentlicher Name: Robert Stadler) ist ein deutscher Musikjournalist und Musiker.

## Leben
Anton Waldt wurde in Wien geboren und wuchs in Bremen auf. Er war Mitarbeiter mehrerer Magazine sowie Mitglied der Redaktion der Musikzeitschrift De:Bug und Mitglied der Band Toktok. Seine Kolumnen über den Raver „Tom“ erschienen unter dem Titel „Strictly Rhythm“ 1998 bis 1999 im Magazin Partysan Berlin und von 2004 bis 2007 auf den Programmflyern des Berliner Clubs Berghain. Im Herbst 2010 erschien eine Anthologie dieser Kolumnen unter dem Titel Auf die Zwölf als Buch im Verbrecher Verlag. Er ist außerdem Teil des Illustratorenduos Harthorst.
Anton Waldt lebt als Musikjournalist, Autor und Musiker in Berlin.

## Werke
- Auf die Zwölf. Verbrecher Verlag, Berlin 2010, ISBN 978-3-940426-56-7